# Nová Pec
Obec Nová Pec (německy Neuofen) se nachází v okrese Prachatice v Jihočeském kraji. Žije zde 452 obyvatel.

## Geografické a přírodní poměry
Nová Pec leží na obou březích Vltavy, resp. vodní nádrže Lipno. Na hranici obvodu obce je státní hranice s Rakouskem a s Německem, která je vedena po hřebenu Trojmezenské hornatiny, resp. geomorfologického okrsku – Plešské hornatiny Na hranici s Rakouskem leží 1378 m vysoká hora Plechý. Na hranici s Německem leží 1362 m vysoká  Trojmezná a Třístoličník, jehož 1333 m vysoký vrchol je na německé straně.. Východním sedlem Trojmezí  prochází hranice tří států – Česka, Německa a Rakouska. Území obce je na území Národního parku Šumava, evropsky významné lokality Šumava a ptačí oblasti Šumava.
Na území obce leží Plešné jezero a tyto přírodní památky:
- Přírodní památka Jezerní luh
- Přírodní památka Trojmezná hora
- Přírodní památka Vltavský luh

## Historie
První písemná zmínka o obci pochází z roku 1720. V roce 1892 byla do obce přivedena železnice. Současná železniční stanice Nová Pec byla do roku 1964 označována jako nádraží Želnava. V obci zřejmě byly v minulosti kolomazné pece, což je patrné ze znaku obce i z vlajky. Kolomazná pec sloužila k výrobě dehtu zahříváním dřeva. Dehet byl jednou ze složek kolomazi. V letech 1938 až 1945 bylo území obce v důsledku uzavření Mnichovské dohody přičleněno k nacistickému Německu.

## Části obce
- Nová Pec
- Bělá
- Dlouhý Bor
- Jelení
- Láz
- Nové Chalupy
- Pěkná

Od 1. července 1980 do 23. listopadu 1990 k obci patřila i Želnava a od 1. července 1980 do 30. dubna 1991 také Slunečná a Záhvozdí.

## Pamětihodnosti a naučné stezky
- Pomník Adalberta Stiftera, obelisk u Plešného jezera
- Pomník Obětem 1. světové války[8]
- Železniční stanice
- Schwarzenberský plavební kanál, národní kulturní památka a naučná stezka
- Medvědí stezka, nejstarší jihočeská naučná stezka

## Doprava
Nová Pec leží na železniční trati České Budějovice – Černý Kříž a na silnicích III/1631 (Nová Pec– Bližší Lhota) a III/1632 (Nová Pec – Želnava).

### Turistické přechody
Na území obce jsou turistické přechody do Rakouska, a to na turistických stezkách:
- Plechý - Plöckenstein a
- Nová Pec/Říjiště - Holzschlag[9]

Turistický přechod do Německa je na Třístoličníku.

## Slavní rodáci
- Franz Bernhard – německý sochař